# Wolfgang Paul Strassmann
Wolfgang Paul Strassmann (geboren 26. Juli 1926 in Berlin; gestorben 9. Januar 2021 in East Lansing, Michigan) war ein US-amerikanischer Ökonom.

## Leben
Wolfgang Paul Strassmann war ein Sohn des Mediziners Erwin Otto Strassmann und dessen Frau Ilse Wens, er hatte zwei Schwestern. Die Familie emigrierte 1937 unter dem Druck der rassistischen Verfolgung in Deutschland in die USA. Strassmann besuchte das Rice Institute in Houston, erhielt 1944 die amerikanische Staatsbürgerschaft und war bis 1946 Soldat der US Navy. Danach studierte er an der University of Texas und machte 1950 einen M.A. an der Columbia University. 
1956 wurde er an der Universität Maryland promoviert und wurde Dozent für Volkswirtschaft und ab 1963 Full Professor an der Michigan State University. Er befasste sich mit der Stadtentwicklung Lateinamerikas und verfasste die jüdische Familienchronik Strassmann.

## Schriften (Auswahl)
- Die Strassmanns. Schicksale einer deutsch-jüdischen Familie über zwei Jahrhunderte. Aus dem Englischen übersetzt von Evelyn Zegenhagen. Campus, Frankfurt am Main / New York 2006, ISBN 978-3-593-38034-6